# Tasjtagol
Tasjtagol (Russisch: Таштагол) is een stad in het zuiden van de Russische oblast Kemerovo in het Koezbassgebied in Zuid-Siberië. De stad ligt aan de rivier de Kondoma (zijrivier van de Tom) in de Bergachtige Sjor op 511 kilometer ten zuiden van Kemerovo. Het is het bestuurlijk centrum van het gelijknamige gemeentelijke district Tasjtagolski, waarmee haar stadsgebied in 2006 bestuurlijk werd samengevoegd.

## Geschiedenis
Tasjtagol werd gesticht in 1939 als een mijnbouwnederzetting voor de winning van ijzererts. De naam is afkomstig van een lokaal toponiem en betekent "stenig ravijn" (tasj is Turks voor 'steen', gol is Turks-Mongools voor "rivier, vallei, ravijn"). In 1940 kreeg Tasjtagol een spoorverbinding met Novokoeznetsk via Kaltan en Osinniki. In 1943 kwam het onder de nieuwe oblast Kemerovo te vallen.
In 1960 werden de mijnbouwnederzettingen Tasjtagol en Kotsjoera samengevoegd tot de plaats Tasjtagol. In 1963 werd ook de arbeidersnderzetting Sjalym bestuurlijk bij de plaats gevoegd en kreeg Tasjtagol de status van stad onder jurisdictie van het oblastbestuur.

## Microdistricten
De stad bestaat uit 3 microdistricten:
- Tasjgol (of "Stary Tasjgol"; "Oud Tasjgol");
- Oest-Sjalym (meestal "Pospelov" genoemd, naar de naam van de langste straat van het microdistrict);
- Sjalym (een losstaand stadsblok, gelegen bij de plaats Sjeregesj.

## Economie
Bij Tasjtagol wordt ijzererts gewonnen voor de staalindustrieën van Novokoeznetsk in de Tasjtagolmijn, die eigendom is van Evrazroeda. Daarnaast bevinden zich een aantal fabrieken voor de productie van bouwmaterialen in de stad.

## Transport
De stad ligt aan een zijspoor van de spoorlijn naar Novokoeznetsk. Er rijden treinen van Tasjtagol naar Kemerovo en Novokoeznetsk. Op het grondgebied van de stad bevinden zich de spoorstations Kondoma, o.p.572 km (in microdistrict Oest-Sjalym) en Tasjtagol.

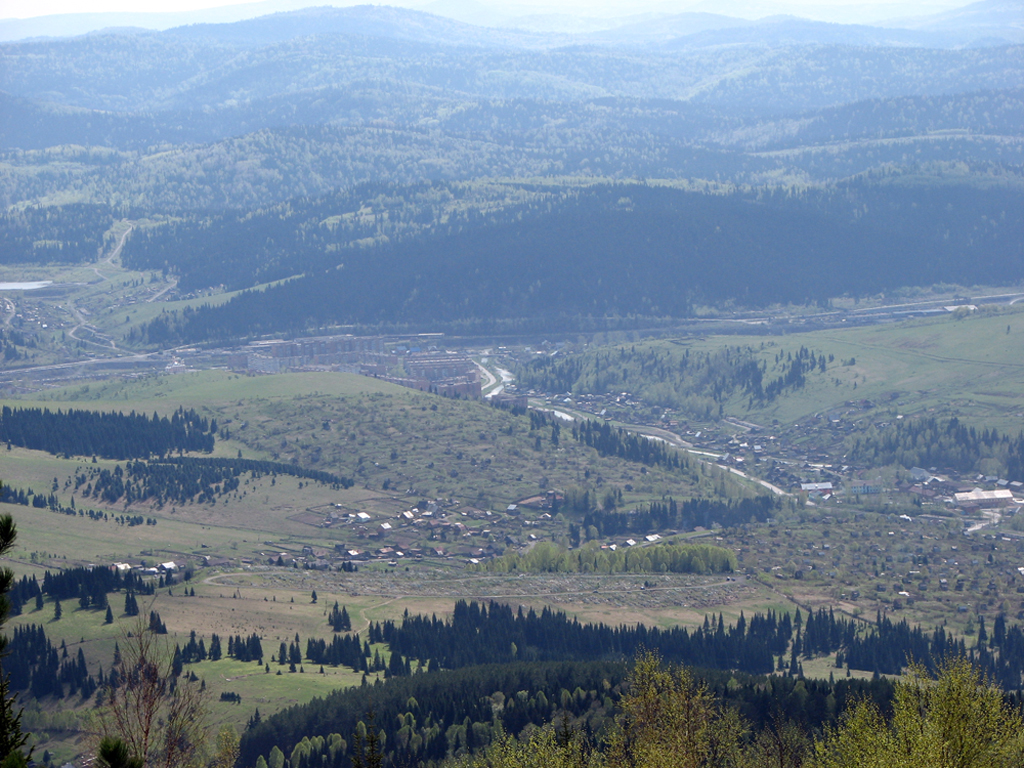
Gezicht op het microdistrict Oest-Sjalym vanaf de lokale tv-toren

De stad heeft busverbindingen met Novokoeznetsk, Mezjdoeretsjensk, Kemerovo, Tomsk, Novosibirsk, Biejsk en de plaatsen uit het district Tasjtagolski.
Bij de stad ligt de kleine luchthaven Tasjtagol, vanwaar vliegtuigen verbindingen onderhouden met afgelegen plekken uit het district en met Chakassië en de autonome Republiek Altaj.
Het stadsvervoer wordt vooral verzorgd door bussen, aangevuld met taxi's.

## Demografie
| 1959   | 1970   | 1979   | 1989   | 2002   |
| ------ | ------ | ------ | ------ | ------ |
| 27.700 | 25.100 | 24.400 | 26.274 | 23.363 |

## Onderwijs en cultuur
In de stad bevinden zich filialen van de Siberische Staatsuniversiteit voor Industrie en de Staats-Technische Universiteit van de Koezbass.
In de stad bevindt zich een museum voor lokale geschiedenis en een museum voor etnografie en natuur van de Bergachtige Sjor.

## Geboren
- Stanislav Detkov (16 september 1980), snowboarder
- Andrej Boldikov (4 oktober 1983), snowboarder
- Andrej Sobolev (27 november 1989), snowboarder
- Natalja Soboleva (11 december 1995), snowboarder
- Dmitri Sarsembajev (29 november 1997), snowboarder

Bestuurlijk centrum: Kemerovo

Anzjero-Soedzjensk · Belovo · Berjozovski · Goerjevsk · Joerga · Kaltan · Kiseljovsk · Leninsk-Koeznetski · Mariinsk · Mezjdoeretsjensk · Myski · Novokoeznetsk · Osinniki · Polysajevo · Prokopjevsk · Salair · Tasjtagol · Tajga · Topki